# محضر (ذمار)
محضر هي إحدى قرى الجمهورية اليمنية. تتبع جغرافيا لمحافظة ذمار وإداريًا لمديرية الحداء. يبلغ تعداد سكانها 1184 نسمة حسب الإحصاء الذي أجري عام 2004.